# Dino Risi
Dino Risi (Milaan, 23 december 1916 – Rome, 7 juni 2008) was een Italiaanse filmregisseur. Hij was een cineast die gespecialiseerd was in het Italiaanse komediefilmgenre van de Commedia all'italiana, net zoals Mario Monicelli, Luigi Comencini, Nanni Loy en Ettore Scola
Zijn grootste commerciële successen waren Poveri ma belli (1957), Una vita difficile (1961), Il sorpasso (1962), I mostri (1963) en Profumo di donna (1974). Een remake van die laatste film werd in 1992 uitgebracht onder de titel Scent of a Woman.

## Filmografie

### Regisseur

#### Bioscoopfilms
- 1951 : Vacanze col gangster , waarin Terence Hill als 12-jarige jongen zijn debuut  als filmacteur  maakte
- 1953 : Il viale della speranza
- 1953 : L'amore in città (episode Paradiso per 4 ore)
- 1955 : Il segno di Venere
- 1955 : Pane, amore e...
- 1957 : Poveri ma belli
- 1957 : La nonna Sabella
- 1957 : Belle ma povere
- 1959 : Il vedovo
- 1959 : Poveri milionari
- 1959 : Venezia, la luna e tu
- 1959 : Il mattatore
- 1960 : Un amore a Roma
- 1961 : A porte chiuse
- 1961 : Una vita difficile
- 1962 : Il sorpasso
- 1963 : Il successo
- 1963 : La marcia su Roma
- 1963 : Il giovedì
- 1963 : I mostri
- 1965 : Le bambole (episode La telefonata)
- 1965 : Il gaucho
- 1965 : I complessi (episode Una giornata decisiva)
- 1966 : L'ombrellone
- 1966 : I nostri mariti (episode Il marito di Attilia)
- 1966 : Operazione San Gennaro
- 1967 : Il tigre
- 1968 : Straziami, ma di baci saziami
- 1968 : Il profeta
- 1969 : Vedo nudo
- 1969 : Il giovane normale
- 1971 : La moglie del prete
- 1971 : Noi donne siamo fatte così
- 1971 : In nome del popolo italiano
- 1973 : Mordi e fuggi
- 1973 : Sessomatto
- 1974 : Profumo di donna
- 1976 : Telefoni bianchi
- 1977 : Anima persa
- 1977 : La stanza del vescovo
- 1977 : I nuovi mostri (episodes Con i saluti degli amici, Tantum ergo, Pornodiva, Mammina e mammone e Senza parole)
- 1978 : Primo amore
- 1979 : Caro papà
- 1980 : Sono fotogenico
- 1980 : I seduttori della domenica (episode Il carnet di Armando)
- 1981 : Fantasma d'amore
- 1982 : Sesso e volentieri
- 1984 : Le Bon Roi Dagobert
- 1985 : Scemo di guerra
- 1986 : Il commissario Lo Gatto
- 1987 : Teresa
- 1990 : Tolgo il disturbo
- 1996 : Giovani e belli
- 1996 : Esercizi di stile (episode Myriam)

#### Televisiefilms
- 1984 : ...e la vita continua
- 1987 : Carla - Quattro storie di donne
- 1988 : Il vizio di vivere
- 1988 : La ciociara
- 1990 : Vita coi figli
- 1992 : Missione d'amore  (miniserie)
- 2002 : Le ragazze di Miss Italia
- 2005 : Rudolf Nureyev alla Scala (documentaire, regie samen met zijn zoon Claudio)

### Scenarist
- 1951 : Totò e i re di Roma (Steno en Mario Monicelli)
- 1951 : Anna (Alberto Lattuada)
- 1956 : The Monte Carlo Story (Samuel A. Taylor)
- 1958 : Anna di Brooklyn (Vittorio De Sica en Carlo Lastricati)

## Prijzen
- 1975 : Profumo di donna : Premi David di Donatello voor Beste regisseur
- 1976 : Profumo di donna : César voor Beste buitenlandse film
- 2002 : Gouden Leeuw voor een ganse carrière op het Filmfestival van Venetië
- 2005 : Premi David di Donatello voor een ganse carrière